# Сражение при Бунвилле
Сражение при Бунвилле (англ. Battle of Boonville) — одно из сражений американской гражданской войны, первое сражение войны на территории штата Миссури, которое произошло 17 июня 1861 года около города Бунвилл, штат Миссури, между федеральными войсками Натаниэля Лайона и миссурийским ополчением, которым командовал Джон Мармадюк. Сражение длилось всего около 20 минут. Отряд Лайона атаковал миссурийцев и быстро обратил их в бегство. Это сражение сорвало планы губернатора Джексона по формированию миссурийской армии в Бунвилле и вынудило его отступать на юго-запад штата, к границе с Арканзасом. Лайон не смог сразу продолжать наступление из-за погоды и проблем со снабжением его армии. Только в августе он смог начать наступление на юг, но был разбит в сражении про Уилсонс-Крик.

## Предыстория
Когда в конце 1860 и начале 1861 года штаты Глубокого Юга начали выходить из состава Союза, то Миссури, будучи южным штатом, старался сохранить нейтратлитет в конфликте. Новый губернатор Клейборн Джексон симпатизировал Югу, но полагал, что Миссури должен выйти из Союза только в том случае, если Север применит силу к южным штатам. Вице-губернатор Рейнольдс был сторонником сецессии, но по его предложению 18 июля 1861 года было решено созвать Миссурийский конституционный конвент, а 18 февраля прошли выборы его делегатов. Они разделились на три группировки: Сециссионистов, условных юнионистов и безусловных юнионистов. 99 делегатов конвента собрались в Джефферсон-Сити в конце февраля и избрали председателем бывшего губернатора Стерлинга Прайса. 9 марта конвент принял решение о нежелательности сецессии. Делегат Джеймс Мосс предложил резолюцию, утверждающую, что Миссури не окажет помощи Северу в случае войны с Югом, но она не была принята. 22 марта конвент прекратил работу.

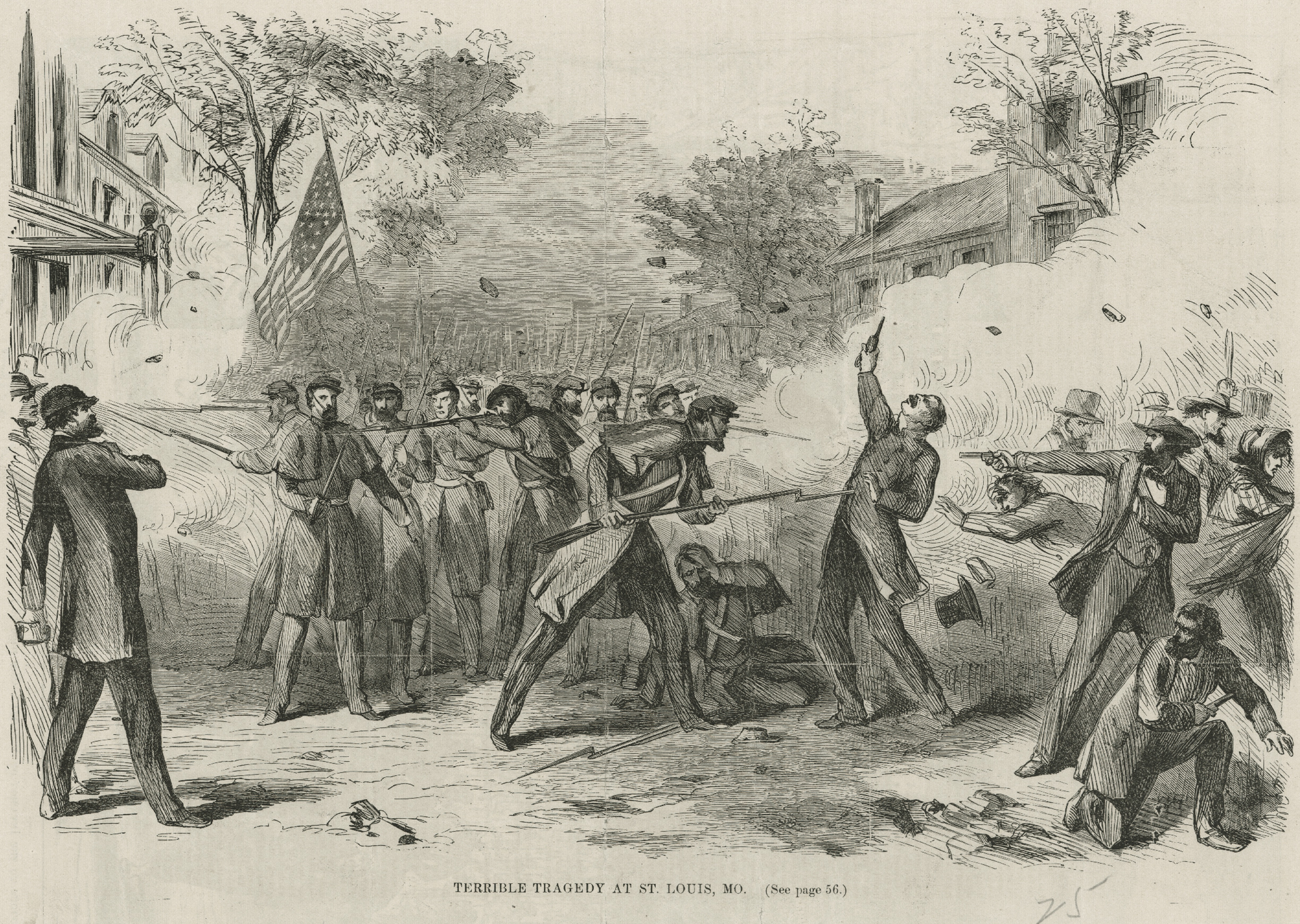
Инцидент в Кэмп-Джексоне

13 апреля произошло сражение за форт Самтер в Южной Каролине, на следующий день президент Линкольн издал прокламацию о наборе добровольцев, и от Миссури было запрошено четыре пехотных полка. Губернатор Джексон ответил, что не выставит ни единого человека на такое предприятие. Однако, Фрэнк Блэр, лидер безусловных юнионистов, получил в Вашингтоне разрешение на формирование  полков в Миссури и получил для этой цели 5 000 винтовок. Ему удалось сформировать в Миссури 5 пехотных полков: 1 из уроженцев штата и 4 из немецких мигрантов. Одновременно губернатор Миссури объявил о созыве ополчения. Оно собиралось в лагере около федерального арсенала в Сент-Луисе для удобства его захвата, но когда гарнизон арсенала был усилен, лагерь перенесли на западную окраину города и впоследствии назвали его Кэмп-Джексон, в честь губернатора. В этом лагере удалось собрать всего 700 человек. Представители штата смогли добыть в Луизиане 4 пушки и 500 ружей и доставили их в лагерь ополчения. Предполагалось, что это оружие будет использовано для захвата федерального арсенала, но генерал Фрост, который командовал ополчением, отказался предпринимать что-либо против федеральных властей.
Между тем генерал Натаниель Лайон, командир арсенала в Сент-Луисе, после формирования пяти пехотных полков для федеральной армии, стал формировать ещё пять. Штат Миссури находился в ведении Западного департамента, которым командовал генерал Уильям Харни. Он был недоволен формированием немецких полков, поскольку помнил недавние немецкие погромы и не хотел новых беспорядков. Но он уехал в Вашингтон отстаивать свою точку зрения, и Лайон остался старшим офицером в департаменте. Он был уверен, что ополченцы в Кэмп-Джексоне представляют угрозу федеральной армии, и решил ликвидировать их до возвращения Харни. 10 мая он окружил лагерь и арестовал всех ополченцев, но его военные открыли огонь по толпе гражданских, убив 28 человек.
Инцидент в Кэмп-Джексоне изменил настроения в штате, который на тот момент почти полностью смирился с федеральной политикой. Ассамблея сразу приняла закон о созыве ополчения, который до этого рассматривала много дней. Тысячи миссурийцев, ранее лояльных Союзу, стали записываться в ополчение. К ним присоединился Стерлинг Прайс, которому губернатор присвоил звание генерал-майора. Генерал Уильям Харни, когда прибыл в Сент-Луис из Вашингтона, одобрил действия Лайона и стал формировать федеральную армию. Ряд граждан стали добиваться соглашения о нейтралитете, поэтому Харни встретился с Прайсом и они заключили договор Харви-Прайса. Это вызвало негодование генерала Лайона, который обратился с жалобой к президенту Линкольну. Рассмотрев это дело, Линкольн отстранил Харви от командования департаментом и назначил Лайона на его место. По настоянию жителей штата 11 июня произошла новая встреча между Джексоном, Прайсом, и генералом Лайоном. Губернатор согласился распустить ополчение, если федеральные войска не будут оккупировать штат. В ответ Лайон заявил, что он готов убить всех мужчин, женщин и детей штата, чем допустить такое, и официально объявил губернатору войну.
Джексон и Прайс сразу вернулись в Джефферсон-Сити. Они понимали, что Лайон может атаковать в любой момент. Миссури был окружён северными штатами с востока, севера, и запада, и это не давало шанса удержать северную часть штата. Оставались шансы удержать центральную часть и юг, у границы с Арканзасом. Первым делом губернатор приказал перенести всё ценное имущество из столицы штата в более безопасный Бунвилл.  13 июня представитель губернатора встретился в форте Смит с генералом Маккулохом и запросил помощи. Тот не был готов действовать за пределами своей зоны ответственности, но контакт был налажен. В тот же день Лайон выступил со своими войсками из Сент-Луиса на Джефферсон-Сити.
В это время в Бунвиле в распоряжении Джексона находилось некоторое количество не организованных, не обученных и плохо вооружённых добровольцев. Только рота капитана Келли ("Вашингонские Голубые") действовала как единое подразделение. Сам Джексон служил капитаном в годы Войны Чёрного Ястреба, но не имел иного боевого опыта. Прайс был болен, поэтому Джексон мог положиться только на кадрового военного Джона Мармадюка, который в июне уволился из армии США. Мармадюк изучил Бунвилл и пришёл к выводу, что город не пригоден для обороны: река Миссури позволяла противнику быстро добраться до города и обеспечивала линию снабжения. Он предлагал переместиться южнее, в Уорсо, и там выиграть время, но Джексон не принял предложения: он надеялся удержать Бунвил, высоты у которого позволяли контролировать навигацию по Миссури. Пока держался Бунвилл, держался и центр штата. Узнав, что Лайон занял Джефферсон-Сити, Джексон вызвал к себе отряд Мосби Парсонса из города Типтон.
Лайон двигался на Джефферсон-Сити с батареей Тоттена (ротой F 2-го артиллерийского полка), ротой B 2-го пехотного полка, двумя новонабранными федеральными ротами, 1-м Миссурийским полком Блэра, 2-м Миссурийским полком Борнштайна (9 рот), в целом около 2000 человек. 15 июня он прибыл в Джефферсон-Сити, оставил там Борнштайна с тремя ротами, а с остальными силами двинулся дальше на Бунсвилл. Он спешил, потому что опасался что на помощь Джексону придёт генерал Маккалох из Арканзаса.

## Сражение
Лайон вышел на кораблях из Джефферсон-Сити 16 июня, провёл ночь в 15 милях не доходя Бунвилла, а утром 17 июня миновал Рошперо и приблизился к Бунвиллу. На высоком южном берегу реки в двух милях восточнее Бунвилла он заметил два орудия противника, и решил, что где-то рядом находится основной лагерь. К семи утра он высадил пехоту на южном берегу в 8-ми милях от города и в 6-ти милях от предполагаемого лагеря. Одну роту он оставил на кораблях, а с остальными силами двинулся к лагерю по дороге Рошперо-Роуд. Кораблям было приказано открыть огонь по лагерю с воды. Он наступал по дороге колонной, впереди шли две роты 2-го Миссурийского в стрелковой цепи. В месте высадки речная пойма имела ширину около мили, но по мере приближения к городу она сужалась, а пред городом дорога поднималась на возвышенность. Джексон в это время оставил роту Келли в городе для охраны боеприпасов, а Мармадюку велел с остальными силами встать на пути Лайона. Он надеялся задержать Лайона и дать время отряду Парсонса подойти из Типтона. В распоряжении Мармадюка было примерно 500 человек, но он не рассчитывал на успех.
Когда колонна Лайона стала подниматься по дороге на возвышенность, по ней открыл огонь передовой отряд Мармадюка. Лайон отвёл стрелков на правый фланг и развернул колонну в боевую линию. Справа от дороги он поставил 2-й Миссурийский полк (под командованием полковника Фридриха Шеффера), а слева рота регуляров и полк Блэра. Батарея Тоттена осталась в тылу. Когда линия Лайона пошла в наступление, стрелки Мармадюка отступили назад на милю, к основной линии, которая стояла у кирпичного дома Уильяма Адамса, в трёх милях восточнее города. Лайон, наступая, вышел на "высокое и открытое место". Люди Мармадюка стояли на кукурузном поле, некоторые за изгородями, или же скрывались в небольшой роще, а некоторые находились прямо в доме Адамса. Тоттен вывел орудия на позицию и двумя выстрелами разрушил почти всю восточную стену дома, так что люди Мармадюка покинули здание. К удивлению Лайона, противник не ввёл в действие свои орудия. Две пушки, замеченные на берегу реки, так там и остались, и не сделали ни выстрела. Мармадюк уже понял, что его отряд не удержит позицию. Джексон пришёл к такому же выводу, поэтому велел Мармадюку отступить на юг от города, полагая, что с той стороны подходит Парсонс. Однако отступление под огнем противника требовало хорошей выучки и дисциплины, чего у миссурийцев не было, поэтому их отступление сразу превратилось в беспорядочное бегство. Одни сразу побежали, другие попрятались. Часть миссурийцев отступила к лагерю, но они рассеядись, когда корабли Лайона открыли по ним огонь со стороны реки. Основная часть отряда Джексона отступила к югу от Бунвилла, навсречу отряду парсонса, но Парсонс узнал, что Джексон разбит у Бунвилла и сразу отступил на юго-запад, к городам Сиракьюз и Флоренс. Джексон, Кларк и Мармадюк нагнали его и совместно отступили к Уорсо.

## Последствия
Сражение длилось всего около двадцати минут. Северяне назвали беспорядочное отступление противника "Бунвиллскими гонками". Полк Шеффера первым вошёл в брошенный лагерь Джексона, обнаруджив там брошенный завтрак, множество запасов продовольствия, вооружения и боеприпасов. Лайон написал в рапорте, что захватил два орудия и пятьсот ружей всех видов. В 11:00 Бунвилл был полностью в его руках. Потери были незначительными. Лайон сообщил, что потерял двух в бою и двух, скончавшимися от ранений, но впоследствии выяснилось, что он потерял 5 убитыми и 7 ранеными. Мармадюк потерял предположительно трёх убитыми и с полдюжины ранеными. 60 человек попало в плен, и Лайон условно освободил их, взяв обещание подчиняться законам правительства.
С тактической точки зрения бой у Бунвилла был небольшой перестрелкой. Джексон смог отступить без потерь, поскольку Лайону помешали сильные ливни. Ему так же надо было дождаться своих обозов. Он простоял в Бунвилле целых 15 дней и только потом начал наступать на юг. Однако, это был первый случай, когда ополченцы Миссури и федеральные войска стреляли друг в друга. Ополченцы сражались за интересы штата, и ещё не за Конфедерацию, но в лагере были обнаружены флаги Конфедерации, и уже в этот день интересы ополченцев стали сливаться с интересами Конфедерации. Исход сражения покончил с организованным набором ополченцев, но тысячи миссурийцев стали сами присоединяться к армии Джексона.
Стерлинг прайс узнал о разгроме под Бунсборо, когда находился в Лексингтоне. Он сразу отправил несколько тысяч ополченцев в город Ламар на юго-западе штата, а сам отправился в Арканзас, просить помощи у генерала Макакалоха. Он знал, что между войсками Джексона и ополченцами на юге штата находится федеральный отряд в Ролле. Он решил напасть на этот отряд с двух направлений, разбить его, и тем помочь миссурийцам объединиться. Между тем 3 июля Джексон соединился с ополченцами в Ламаре. Теперь у него было 6 000 человек под командованием генералов Рейнса, Парсонса, Кларка и Слэка. Треть из них не имела оружия. Между тем 3 июля Лайон начал наступление на Джексона, а 7 июля соединился с отрядом Стёрджиса, который подошёл из форта Ливенворт. В это время федеральный отряд Франца Зигеля двигался из Неошо к Ламару, рассчитывая атаковать Джексона с южного направления. Узнав об этом, Джексон решил атаковать Зигеля, что привело к сражению при Картедже 5 июля.